# Miután elbuktunk (film)
A Miután elbuktunk (eredeti cím: After We Fell) 2021-ben bemutatott amerikai romantikus filmdráma, amelyet Castille Landon rendezett, Sharon Soboil forgatókönyvéből, Anna Todd azonos című új, felnőtteknek szóló regénye alapján. A főszerepben Josephine Langford és Hero Fiennes Tiffin látható. Louise Lombard, Rob Estes, Arielle Kebbel, Chance Perdomo, Frances Turner, Kiana Madeira, Carter Jenkins és Mira Sorvino mellékszerepekben tűnnek fel. Ez a harmadik része a Miután-filmsorozatnak, a Miután (2019) és a Miután összecsaptunk (2020) után.
A COVID-19 világjárvány idején az időbeosztási konfliktusok és utazási korlátozások miatt több karaktert is megváltoztattak. A filmet több európai országban 2021. szeptember 1-jén, az Amerikai Egyesült Államokban pedig szeptember 30-án mutatta be a mozikban a Vertical Entertainment és a Fathom Events. Az előző filmekhez hasonlóan negatív véleményeket kapott a kritikusoktól, akik leginkább a forgatókönyvet és a színészi játékot kritizálták. 
A folytatás, a Miután boldogok leszünk a tervek szerint 2022-ben kerül a mozikba.

## Cselekmény
Egy visszaemlékezésben Carol Young kirúgja férjét, Richardot a házukból az alkoholizmusa miatt, annak ellenére, hogy Tessa könyörög neki, hogy maradjon. A jelenben Tessa és barátja, Hardin Scott a lakásukba hozzák az immár hajléktalanná vált Richardot. Tessa szeretné, ha az apja maradhatna, hogy kapcsolatot építhessen vele, míg Hardin bizalmatlan Richarddal szemben, ráadásul még pénzt is ajánl neki, hogy elmenjen. Richard visszautasítja a pénzt, azzal érvelve, hogy csak kárpótolni szeretné az elrontott dolgokat. Tessa és Landon, Hardin mostohatestvére megbeszélik, hogy Tessa Seattle-be költözik, hogy közelebb legyen a munkaadójához, a Vance Kiadóhoz. Hardin megérkezik, és összeveszik Tessával a költözés miatt; remélte, hogy az érettségi után Tessával együtt Londonba költözhet. Miután telefonon felhívta édesanyját, Trish-t, aki megkéri Hardint, hogy vegyen részt a közelgő esküvőjén, és beszél a Vance's tulajdonosával, Christian Vance-szel való szoros kapcsolatáról, Hardin elkíséri Richardot egy bárba, ahol összeverekednek egy férfival a Tessára tett szemérmetlen megjegyzések miatt. Másnap Richard úgy dönt, elhagyja a lakást, miközben Hardin és Tessa ismét összevesznek a Seattle-be költözés miatt. Kimberley, Vance menyasszonya felajánlja, hogy Tessa és Hardin a párjánál maradhat Seattle-ben, ezután Hardin bocsánatot kér Tessától.
Tessa és Hardin elkísérik Hardin apját, Kent, mostohaanyját, Karent és Landont a család tóparti házába egy hétvégi vakációra. Hardin levetkőzi a családjával szembeni korábbi ellenségeskedéseit, és egyre közelebb kerül hozzájuk. Miközben a család vacsorázni megy, Hardin találkozik egy régi barátjával, Lillyvel, akit bemutat Tessának. Tessa féltékeny lesz a figyelmére, amit Hardin Lillynek szentel, ezért ő is flörtölni kezd a pincérrel, Roberttel. A szex után Hardin megkérdezi Tessát, hogy voltak-e valaha is érzelmi érzései munkatársa, Trevor iránt. Tessa bevallja, hogy rövid ideig igen, aminek hatására Hardin elvonul. Amikor Hardin elmondja Tessának, hogy Lillyvel van, Tessa elmegy a korábbi étterembe, és flörtöl Roberttel, aki megadja neki a telefonszámát. Hardin és Lilly megérkeznek, és Lilly elmagyarázza, hogy leszbikus, és így nincs romantikus vagy szexuális érdeklődése Hardin iránt. Amikor Hardin másnap megtalálja Robert telefonszámát Tessa holmijai között, mindketten korán elhagyják a tóparti házat.
A Seattle-be költözés után Tessa és Hardin néhány napig nem beszélnek egymással; Hardin megtalálja Tessa naplóját, amelyben a lány leírja a Hardinnal való kapcsolata okozta fájdalmakat. Végül kibékülnek, és Hardin elkezd bokszolni, hogy levezesse dühkitöréseit. Vance és Kimberly közlik Tessával, hogy gyermeket várnak. Amikor Hardinnak rémálma van arról, hogy Tessa hűtlen hozzá, meglepi Tessát Seattle-ben, bevallja, hogy olvasta a naplóját, és bocsánatot kér, amiért fájdalmat okozott neki. Miután együtt töltöttek egy kis időt Seattle-ben, Hardin hazatér, ahol Richardot brutálisan összeverve találja a lakásában. Richard elmagyarázza, hogy olyan férfiak támadtak rá, akiknek pénzzel tartozott; Hardin felajánl Richardnak egy órát, hogy kifizesse az adósságot. Amikor Tessa felkeresi a nőgyógyászát, hogy elkezdje a fogamzásgátlást, közlik vele, hogy a méhnyakával kapcsolatos probléma miatt talán soha nem fogan meg. Hardin elmondja Tessának, hogy két hónapon belül Seattle-be akar költözni.
Hardin végül beleegyezik, hogy részt vegyen édesanyja esküvőjén Londonban, magával viszi Tessát, és megmutatja neki szülővárosát. Az esküvő előtti éjszakán Hardin rajtakapja Trish-t és Vance-t szex közben, ami veszekedést okoz hármójuk között. Trish és vőlegénye másnap összeházasodnak. Tessa leül Kimberley-vel, ahol Kimberley bevallja, hogy tud Vance hűtlenségéről, de szereti őt, és nem tud haragudni rá. Hardin egy helyi bárban megbeszéli Vance-szel az előző éjszaka történteket. Kimberly elmondja Tessának, Vance pedig Hardinnak, hogy Vance Hardin igazi apja. A hír sokkolja Tessát és feldühíti Hardint, aki kiviharzik a bárból. Tessa megtalálja Hardint, és a két fél szenvedélyesen megöleli egymást az utcán.

## Szereplők
| Szerep          | Színész             | Magyar hang    |
| --------------- | ------------------- | -------------- |
| Tessa Young     | Josephine Langford  | Czető Zsanett  |
| Hardin Scott    | Hero Fiennes Tiffin | Jéger Zsombor  |
| Trish Daniels   | Louise Lombard      | Pápai Erika    |
| Robert          | Carter Jenkins      |                |
| Kimberley       | Arielle Kebbel      |                |
| Christian Vance | Stephen Moyer       | Simon Kornél   |
| Carol Young     | Mira Sorvino        |                |
| Landon Gibson   | Chance Perdomo      |                |
| Karen Scott     | Frances Turner      |                |
| Ken Scott       | Rob Estes           |                |
| Nora            | Kiana Madeira       |                |
| Richard Young   | Atanas Srebrev      | Czvetkó Sándor |
| Lillian         | Angela Sari         |                |

## A film készítése
A Miután elbuktunk és folytatása, az Miután boldogok leszünk forgatása 2020 szeptemberében kezdődött a bulgáriai Szófiában. Később bejelentették, hogy Kimberley, Christian Vance, Carol Young, Landon Gibson és Karen Scott karaktereit azért játszotta más, mert az eredeti színészek a COVID-19 világjárvány miatt nem tudtak Bulgáriába utazni, vagy mert már más projektekkel voltak elfoglalva.
Castille Landon rendezte a filmet Sharon Soboil forgatókönyve alapján. A film készítői Jennifer Gibgot, Brian Pitt, Aron Levitz (Wattpad), Benjamin Dherbecourt, Mark Canton (CalMaple) és Courtney Solomon voltak.

## Megjelenés
A film több európai országban 2021. szeptember 1-jén jelent meg. A film jól teljesített Németországban, Oroszországban, Spanyolországban, Hollandiában és Lengyelországban, és a nyitóhétvégén 9,2 millió dolláros bevételt hozott a globálisan. A belga kasszasikerlista első helyén debütált, és az előző film, az Összecsaptunk nyitóhétvégéjén elért összbevétel 50%-át érte el.
A filmet 2021. szeptember 30-án mutatták be az Amerikai Egyesült Államokban. Egyes régiókban közvetlenül a Netflixen jelent meg 2021. október 21-én, az amerikai Netflixre pedig 2022. január 17-én jutott el. Az Egyesült Királyságban, Olaszországban és Franciaországban közvetlenül az Amazon Prime Video-on jelent meg 2021. október 22-én.

### Bevétel
A film az Egyesült Államokban és Kanadában 2,2 millió dollárt, a nemzetközi területeken pedig 19,4 millió dollárt ért el, ami világszinten 21,6 millió dolláros összbevételt jelent.
Kanadában a film a háromnapos nyitóhétvégén 230 moziban 428 300 dollárt gyűjtött, a nyitónapon 215 600 dollárt. A film 31 nemzetközi területen 9,2 millió dollárt hozott a háromnapos nyitóhétvégén, amelyen Belgiumban az első, Németországban, Spanyolországban, Oroszországban, Hollandiában, Ausztriában és Mexikóban pedig a második helyen nyitott.

## Folytatás
2020 októberében bejelentették, hogy a Miután elbuktunk és a Miután boldogok leszünk zöld utat kapott, és mindkét filmet Castille Landon rendezi, az utóbbi várhatóan 2022-ben kerül a mozikba.